# Peter Maslo
Peter Maslo (ur. 2 lutego 1987 w Trzcianie) – słowacki piłkarz występujący na pozycji obrońcy w słowackim klubie FK Poprad, którego jest wychowankiem. W trakcie swojej kariery grał także w MFK Ružomberok i Termalicy Bruk-Bet Nieciecza. Były reprezentant Słowacji do lat 21.